# Imagen macro

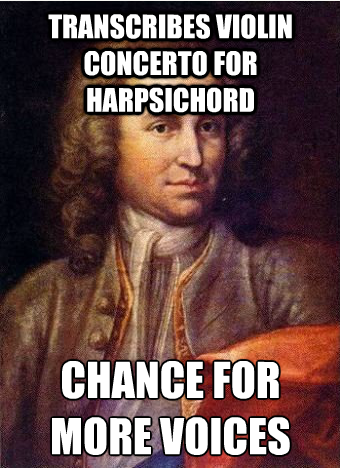
Imagen Macro de Johann Sebastian Bach (Traducción: Transcribe concierto de violín para clavicémbalo/Oportunidad para más voces)

En la cultura de Internet, una imagen macro es una imagen con texto superpuesto para efectos humorísticos. Está relacionado con el concepto informático de macro.
Aunque pueden venir en muchas formas, el tipo más común es una fotografía con un texto grande superpuesto en fuente Impact, usando letras mayúsculas de color blanco con un grueso borde negro. También se pueden incluir errores ortográficos.
Entre las imágenes Macro más recordadas están Lolcat y O RLY.